# Margarita Nava

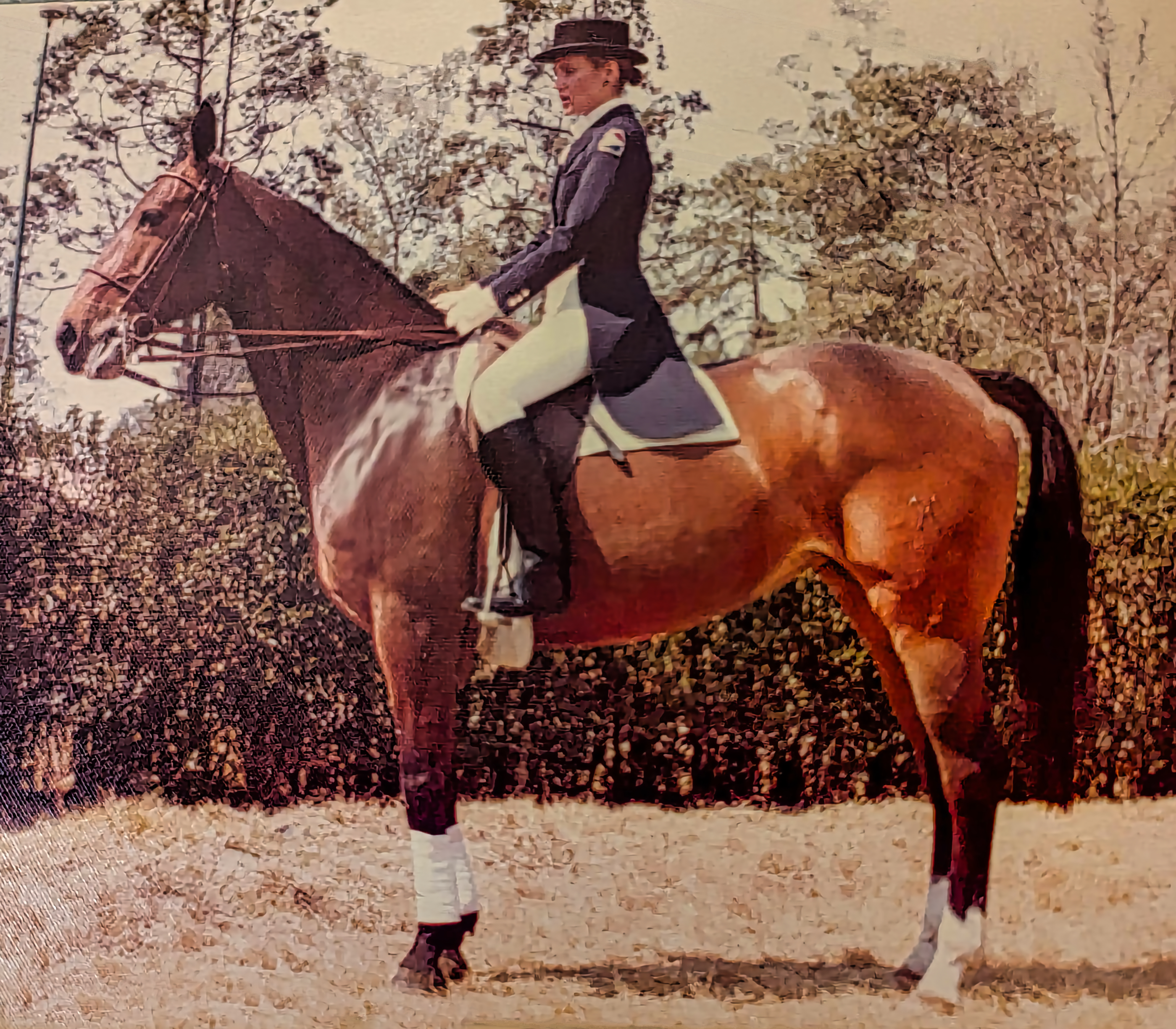
Margarita montando a Remember

Margarita Nava Sánchez (17 de abril de 1944-6 de agosto de 2025) fue una jinete mexicana que compitió en la modalidad de doma. [Dressage]
Ganó cuatro medallas en los Juegos Panamericanos entre los años 1983 y 1991. 
Participó representando a México en las XXIII Olimpiadas llevadas a cabo en Los Angeles, California en 1984 montando a Pentagon.
Directora del club hípico Rancho la Joya – desde 1975 – ubicado en Tecamachalco, Edo. México, dedicó su vida a impulsar el deporte ecuestre en el país.

## Palmarés internacional
| Juegos Panamericanos | Juegos Panamericanos          | Juegos Panamericanos | Juegos Panamericanos |
| Año                  | Lugar                         | Medalla              | Categoría            |
| -------------------- | ----------------------------- | -------------------- | -------------------- |
| 1983                 | Caracas (Venezuela)           | Medalla de plata     | Por equipos          |
| 1987                 | Indianápolis (Estados Unidos) | Medalla de bronce    | Individual           |
| 1987                 | Indianápolis (Estados Unidos) | Medalla de bronce    | Por equipos          |
| 1991                 | La Habana (Cuba)              | Medalla de bronce    | Por equipos          |